# カーン・ノニエン・シン
カーン・ノニエン・シン（Khan Noonien Singh）はSFテレビドラマ『スタートレック』シリーズに登場する架空の人物。遺伝子操作を受けた優生人類、独裁者。『スタートレック:ストレンジ・ニュー・ワールド』ではカーン・ヌニエン・シンと表記される。
『宇宙大作戦』と『スタートレックII カーンの逆襲』ではリカルド・モンタルバン、『スター・トレック イントゥ・ダークネス』ではベネディクト・カンバーバッチが演じた。日本語吹き替えを担当した声優は『宇宙大作戦』では森山周一郎（このバージョンの日本語音声ではカーンではなくカンと発音されている）、『スタートレックII カーンの逆襲』では大木民夫、『スター・トレック イントゥ・ダークネス』では三上哲。

## 経歴
20世紀末にアジア及び中東を支配した独裁者。広大な領土を有する帝国を築いたが、チャーリーやドクター・マッコイの言によれば、自分から仕掛けた戦争はなく、虐殺も行わなかったという。出身については詳らかではないが、U.S.S.エンタープライズ NCC-1701に搭乗していた歴史学者マーラ・マクガイヴァーズ少尉の描いた彼の肖像画によれば、ターバンを巻くこともあったようなのでインド、あるいは中東諸国の出身ではないかと推測される。独裁者ではあるが優れた人物としても認識されているらしく、チャーリーは密かに尊敬していたと発言している。
世界統一の野望を表明し、後に優生戦争（1992年 - 1996年）と呼ばれる戦争を引き起こしたが敗北。冬眠宇宙船ボタニー・ベイ(SS Botany Bay)に乗り地球を脱出した。それから数世紀が経過した2266年、宇宙空間を漂流していたボタニー・ベイがカーク船長指揮下のU.S.S.エンタープライズに発見される。
『スタートレック:ストレンジ・ニュー・ワールド』シーズン2第3話では、時間戦争の影響で歴史に変化が起き、彼の台頭や優生戦争の勃発が遅れていることが語られる。2022年時点でまだ少年であり、カナダのトロントにある秘密の施設で養育されている。23世紀から時間調査局員の装置でやって来た、彼の子孫であるラアン・ヌニエン・シン大尉に命を救われる。
上記オリジナル作品の平行時間軸（ケルヴィン・タイムライン）を舞台にした映画『スター・トレック イントゥ・ダークネス』でも、仲間とともに宇宙船で冬眠中のところを惑星連邦に発見、救出された、という設定になっている。

## 能力
遺伝子操作を受けた改良人間であるため、頭脳・身体能力共に優秀である。
数世紀も後の宇宙船であるU.S.S.エンタープライズの仕組みを図面を見ただけで理解し、同じく連邦宇宙船であるU.S.S.リライアントを奪った時は、ほぼ初めての宇宙艦指揮にも拘らず歴戦の艦長であるカークと互角以上の戦いを繰り広げるなど、天才的な頭脳の持ち主であることが分かる。
それ以上に驚異的なのが身体能力で、船室に軟禁されていたところを素手でドアをこじ開け脱出する、フェイザーガンを素手で捻じ曲げて無力化する、カークの渾身の打撃にもびくともしないなど、常人を遥かに超える強靭性を誇っている。
『スター・トレック イントゥ・ダークネス』においても、その強靭な肉体と高度な知性は変わらず、戦闘ではクリンゴンの戦闘部隊を圧倒し、カークの渾身の殴打にも全く動じず、ついにはカークのほうが先に疲労困憊してしまった。また、スポックのヴァルカン神経掴みにも抵抗し、更にはスタンモードのフェイザーを数発受けても耐えるなど、驚異的な体力を見せた。その血液から作られた血清にも驚異的な回復力があり、放射線被曝によって絶命したカークを再生させている。

## 性格
王としての自覚を持ち、傲慢で尊大、狡猾。他者に対して非常に高圧的だが、それに見合う統率力とカリスマ性を持っている。また、優生人類ではない普通の人間を見下している節があるが、普通の人間であるマクガイヴァーズ少尉に対しては（利用する目的があったとはいえ）恋愛感情を抱くなど、完全に差別しているわけではないようである。セティ・アルファV号星に流刑された際は、カークに対して失楽園の一節（我、天国にて神の奴隷となるよりは、地獄をこそ支配せん）を引用してみせ、決して誰にも従わず屈さない覇王としての矜持を見せていた。

## 劇中での活躍
カーンはTVシリーズ『宇宙大作戦』「宇宙の帝王」（"Space Seed"）と、『スタートレックII カーンの逆襲』、『スター・トレック イントゥ・ダークネス』に登場する。
「宇宙の帝王」ではU.S.S.エンタープライズに救出されながらも、逆にエンタープライズを奪うことを画策する。彼に惹かれているマーラ・マクガイヴァーズ少尉を利用して計画成功寸前までいくが、マーラがギリギリのところで裏切り、カークの逆襲を受けて敗北。捕縛されたカーンだが、カークは彼に厳罰を下さず、無人惑星セティ・アルファV号星への追放に留める。カーンは艦隊を離れる決意をしたマーラと部下たちを連れU.S.S.エンタープライズを去った。
『スタートレックII カーンの逆襲』では開拓を行っていたセティ・アルファV号星が大規模な天変地異に巻き込まれ彼はマーラをはじめ多くの部下を失ってしまう。これによりカークへの復讐を決意したカーンは連邦宇宙艦U.S.S.リライアントを奪う。カーク率いるU.S.S.エンタープライズに互角以上の戦いを見せるが、またしても敗北。奪ったテラフォーミング装置「ジェネシス」を起動してU.S.S.エンタープライズもろとも自爆を図るが、エンタープライズは直前に脱出し、復讐は叶わず死亡する。
別時間軸ケルヴィン・タイムライン上の『スター・トレック イントゥ・ダークネス』では、惑星連邦に救出された後、セクション31という新兵器開発の秘密機関（実態は非公認の諜報・安全保障機関）の管理監督下に置かれる。人工冬眠中の仲間たちを人質にされ、その能力をクリンゴン帝国の脅威に対抗して惑星連邦の軍備を増強し戦争を企図するアレクサンダー・マーカス提督に利用されていたが、ひとり脱出し惑星連邦に対するテロ活動を開始。クリンゴン帝国本星クロノスに逃れ、逮捕しに来たU.S.S.エンタープライズに投降する。しかし、自らの陰謀を隠蔽しようと追跡してきたマーカス提督のU.S.S.ヴェンジェンスにエンタープライズもろとも攻撃を受けると、カークと共にU.S.S.ヴェンジェンスに潜入。カークを出し抜いてマーカス提督を暗殺しを奪取する。さらにはU.S.S.エンタープライズも撃沈せんとするが、スポックの奇策によって乗艦が爆破され地球に墜落。逃亡するもスポックとウフーラによって身柄を確保され、人工冬眠処置を施されて、再び仲間とともに眠りにつく。

## シリーズを代表する悪役
『スタートレック』の敵役といえば、クリンゴン人やロミュラン人が挙げられるが、種族でなく個人名で知られている悪役といえばカーンが代表格であろう。2008年、アメリカYahoo!が発表した「最高の悪役ランキング」でも、最も新しい登場作品が20年以上も前の1982年の『スタートレックII カーンの逆襲』であるにも拘らず11位にランクインするなど、ファンに強烈な印象を与えた悪役であったことが窺える。